# Owen A. Wells
Owen Augustine Wells (* 4. Februar 1844 in Catskill, Greene County, New York; † 29. Januar 1935 in Fond du Lac, Wisconsin) war ein US-amerikanischer Politiker. Zwischen 1893 und 1895 vertrat er den Bundesstaat Wisconsin im US-Repräsentantenhaus.

## Werdegang
Im Jahr 1850 zog Owen Wells mit seinen Eltern auf eine Farm in der Nähe von Empire im Staat Wisconsin. Dort besuchte er sowohl öffentliche als auch private Schulen. Nach einem anschließenden Jurastudium und seiner im Jahr 1870 erfolgten Zulassung als Rechtsanwalt begann er in Fond du Lac in seinem neuen Beruf zu arbeiten.  Außerdem arbeitete er in der Landwirtschaft und hier vor allem auf dem Gebiet der Viehzucht. Zwischen 1885 und 1887 war er auch Leiter der Finanzbehörde im dritten Bundessteuerbezirk in Wisconsin.
Wells war Mitglied der Demokratischen Partei. In den Jahren 1888 und 1896 war er Delegierter zu deren Democratic National Conventions. Außerdem nahm er als Delegierter an zahlreichen regionalen Parteitagen in Wisconsin teil. Bei den Kongresswahlen des Jahres 1892 wurde er im sechsten Wahlbezirk von Wisconsin in das US-Repräsentantenhaus in Washington, D.C. gewählt, wo er am 4. März 1893 die Nachfolge von Lucas M. Miller antrat. Da er bei den Wahlen des Jahres 1894 dem Republikaner Samuel A. Cook unterlag, konnte er bis zum 3. März 1895 nur eine Legislaturperiode im Kongress absolvieren.
Nach seinem Ausscheiden aus dem US-Repräsentantenhaus hat Owen Wells kein weiteres öffentliches Amt mehr angestrebt. In den folgenden Jahren arbeitete er wieder als Rechtsanwalt. 1901 zog er sich auch aus diesem Beruf in den Ruhestand zurück, den er in Fond du Lac verbrachte. Dort ist er am 29. Januar 1935 im Alter von 90 Jahren auch verstorben.